# Convocazioni alla Coppa panamericana maschile under 19 di pallavolo 2011
Elenco dei giocatori convocati per la Coppa panamericana under 19 2011.

## Brasile
| N° | Nome                 | Ruolo | Data di nascita  | Squadra             |
| -- | -------------------- | ----- | ---------------- | ------------------- |
| -  | Percy Oncken         | All   | -                | -                   |
| 1  | Alan de Souza        | S/O   | 21 marzo 1994    | Botafogo            |
| 2  | Thiago Veloso        | P     | 15 agosto 1993   | Pinheiros           |
| 4  | Rogério de Carvalho  | L     | 20 febbraio 1995 | Maringaense         |
| 6  | Felipe Hernandez     | P     | 25 gennaio 1994  | Flamengo            |
| 7  | Jônatas Cardoso      | S     | 20 maggio 1993   | Colegio Isac Newton |
| 8  | Leandro dos Santos   | C     | 13 gennaio 1993  | Sesi                |
| 9  | João Rafael Ferreira | S     | 17 marzo 1993    | BVC                 |
| 10 | Flávio Gualberto     | C     | 22 aprile 1993   | Minas               |
| 11 | Álisson Melo         | S     | 13 marzo 1993    | Sesi                |
| 13 | Tarcísio Guinter     | C     | 25 maggio 1993   | Sesi                |
| 17 | Henrique Batagim     | S     | 1º agosto 1993   | Pinheiros           |
| 18 | Wagner da Silva      | S/O   | 14 aprile 1993   | Sesi                |

## Costa Rica
| N° | Nome             | Ruolo | Data di nascita  | Squadra |
| -- | ---------------- | ----- | ---------------- | ------- |
| -  | Henry Rodríguez  | All   | -                | -       |
| 1  | César Gómez      | S/O   | 30 gennaio 1990  | -       |
| 2  | Jordan Álvarez   | -     | -                | -       |
| 3  | José Andrés Box  | -     | -                | -       |
| 4  | Carlos Saborío   | -     | -                | -       |
| 5  | Felipe Gutiérrez | P     | -                | -       |
| 6  | Andrey Quintero  | -     | -                | -       |
| 7  | Andrés Araya     | P     | 7 ottobre 1995   | -       |
| 8  | Jorge Murillo    | -     | 31 marzo 1996    | -       |
| 9  | Meyson García    | -     | -                | -       |
| 10 | Luis Chaves      | L     | -                | -       |
| 11 | Josué González   | -     | -                | -       |
| 12 | Edgardo Umaña    | -     | 16 novembre 1996 | -       |

## Messico
| N° | Nome             | Ruolo | Data di nascita  | Squadra              |
| -- | ---------------- | ----- | ---------------- | -------------------- |
| -  | Óscar Licea      | All   | -                | -                    |
| 1  | Jonathan Ponce   | -     | 9 aprile 1993    | Baja California      |
| 2  | Roberto Rincón   | -     | 19 aprile 1993   | Ferrocarrileros IMSS |
| 3  | Sergio Jaramillo | -     | -                | Baja California      |
| 4  | Sergio Pérez     | -     | -                | Baja California      |
| 6  | Ricardo Araujo   | -     | 23 dicembre 1993 | Jalisco              |
| 7  | Irving González  | -     | 22 gennaio 1993  | Colima               |
| 8  | Jahaziel Rivero  | -     | -                | Baja California      |
| 9  | Jesús Perales    | -     | 22 dicembre 1993 | Nuevo León           |
| 10 | Cristian Limón   | -     | 4 febbraio 1993  | Jalisco              |
| 11 | José Mendoza     | L     | 31 maggio 1993   | Jalisco              |
| 14 | Marco Rodríguez  | -     | -                | Baja California      |
| 15 | Rodrigo Balan    | -     | 15 marzo 1993    | Campeche             |

## Porto Rico
| N° | Nome              | Ruolo | Data di nascita   | Squadra            |
| -- | ----------------- | ----- | ----------------- | ------------------ |
| -  | Ramón Lawrence    | All   | -                 | -                  |
| 1  | Luis Bertrán      | L     | 22 agosto 1994    | Colegio Marista    |
| 2  | Jerry Rivera      | -     | 15 giugno 1993    | -                  |
| 3  | Ramón Burgos      | C     | 15 gennaio 1993   | Colegio San José   |
| 4  | Raynel Sánchez    | S     | 7 giugno 1993     | -                  |
| 5  | Carlos Acosta     | S     | 22 settembre 1993 | -                  |
| 6  | Emanuel Romero    | C     | 16 luglio 1993    | -                  |
| 7  | Howard García     | P     | 8 febbraio 1994   | -                  |
| 8  | Edgardo Cartagena | S     | 8 novembre 1994   | Colegio Notre Dame |
| 14 | Ángel Pérez       | S     | 20 ottobre 1993   | Colegio Carmen Sol |
| 15 | Jonathan Rivera   | P     | 31 maggio 1993    | Bayamón MA         |
| 16 | Giovanni Llinas   | S     | 22 ottobre 1994   | Colegio Adianez    |
| 17 | Francisco Vélez   | S/O   | 27 settembre 1993 | Colegio La Piedad  |

## Stati Uniti
| N° | Nome               | Ruolo | Data di nascita   | Squadra            |
| -- | ------------------ | ----- | ----------------- | ------------------ |
| -  | Ken Shibuya        | All   | -                 | -                  |
| 1  | Nikola Antonijević | C     | 18 agosto 1993    | Stevenson HS       |
| 2  | Cody Caldwell      | S     | 28 marzo 1993     | Newport Harbor HS  |
| 6  | Joshua Kirchner    | C/O   | 1º settembre 1993 | Sussex Hamilton HS |
| 10 | Benjamin Patch     | S/O   | 21 giugno 1994    | Provo HS           |
| 11 | Gregory Petty      | S     | 5 giugno 1993     | Downers Grove NHS  |
| 12 | Scott Rhein        | S     | 12 giugno 1993    | Impact             |
| 13 | Aaron Russell      | S     | 4 giugno 1993     | Maryland Program   |
| 15 | Andrew Sato        | L     | 25 settembre 1993 | Agoura HS          |
| 16 | James Shaw         | P     | 5 marzo 1994      | Saint Francis HS   |
| 17 | Matthew Tarantino  | C/O   | 5 luglio 1993     | Bishop Alemany HS  |
| 18 | Matthew West       | P     | 1º ottobre 1993   | Shorewood HS       |
| 19 | Douglas White      | S     | 22 gennaio 1993   | Mira Costa HS      |

## Trinidad e Tobago
| N° | Nome              | Ruolo | Data di nascita | Squadra |
| -- | ----------------- | ----- | --------------- | ------- |
| -  | David Camacho     | All   | -               | -       |
| 1  | Brandon Horsham   | -     | -               | -       |
| 3  | Shaquille Stewart | -     | -               | -       |
| 4  | Brandon Legall    | -     | -               | -       |
| 5  | Andrew Balcon     | -     | -               | -       |
| 6  | Kevin James       | -     | -               | -       |
| 7  | Tarandath Deonath | -     | -               | -       |
| 8  | Brandon Bannatyne | -     | -               | -       |
| 9  | Bryan Bannatyne   | L     | -               | -       |
| 10 | Steffon Hutson    | -     | -               | -       |
| 12 | Ryan Thomas       | -     | -               | -       |